# Aeonium tabulicum
Aeonium tabulicum är en fetbladsväxtart som beskrevs av David Bramwell och Rowley. Aeonium tabulicum ingår i släktet Aeonium och familjen fetbladsväxter. Inga underarter finns listade i Catalogue of Life.